# Yll Hoxha
Yll Hoxha (Pristina, 26 dicembre 1987) è un calciatore kosovaro, difensore o centrocampista del Suhareka.

## Biografia
Nato a Pristina, nell'allora provincia autonoma jugoslava del Kosovo. Possiede anche il passaporto albanese.

## Carriera

### Club
Ha giocato nella massima serie dei campionati kosovaro, finlandese ed albanese.
Con il Kukësi, nella stagione 2013-2014, ha giocato 8 partite di UEFA Europa League.

### Nazionale
Il 21 maggio 2014 prende parte alla gara amichevole Kosovo-Turchia (1-6).

## Statistiche

### Presenze e reti nei club
Statistiche aggiornate al 16 novembre 2016.
| Stagione        | Squadra           | Campionato      | Campionato | Campionato | Coppe nazionali | Coppe nazionali | Coppe nazionali | Coppe continentali | Coppe continentali | Coppe continentali | Altre coppe | Altre coppe | Altre coppe | Totale | Totale |
| Stagione        | Squadra           | Comp            | Pres       | Reti       | Comp            | Pres            | Reti            | Comp               | Pres               | Reti               | Comp        | Pres        | Reti        | Pres   | Reti   |
| --------------- | ----------------- | --------------- | ---------- | ---------- | --------------- | --------------- | --------------- | ------------------ | ------------------ | ------------------ | ----------- | ----------- | ----------- | ------ | ------ |
| 2009            | TPS               | A               | 10         | 0          | CF+CdL          | 1+0             | 0               | -                  | -                  | -                  | -           | -           | -           | 11     | 0      |
| 2012-2013       | Kukësi            | KS              | 20         | 3          | CA              | 9               | 2               | -                  | -                  | -                  | -           | -           | -           | 29     | 5      |
| 2013-2014       | Kukësi            | KS              | 30         | 1          | CA              | 8               | 1               | UEL                | 8                  | 1                  | -           | -           | -           | 46     | 3      |
| 2014-2015       | Kukësi            | KS              | 29         | 1          | CA              | 3               | 0               | UEL                | 2                  | 0                  | -           | -           | -           | 34     | 1      |
| Totale Kukësi   | Totale Kukësi     | Totale Kukësi   | 79         | 5          |                 | 20              | 3               |                    | 10                 | 1                  |             | -           | -           | 109    | 9      |
| 2015-2016       | Flamurtari Valona | KS              | 33         | 2          | CA              | 5               | 0               | -                  | -                  | -                  | -           | -           | -           | 38     | 2      |
| ago.-dic. 2016  | Vllaznia          | KS              | 7          | 0          | CA              | 4               | 2               | -                  | -                  | -                  | -           | -           | -           | 11     | 2      |
| Totale carriera | Totale carriera   | Totale carriera | 129        | 7          |                 | 30              | 5               |                    | 10                 | 1                  |             | -           | -           | 169    | 13     |

## Palmarès

### Club

#### Competizioni nazionali
- Campionato kosovaro di calcio: 3

Priština: 2007-2008, 2008-2009
Feronikeli: 2018-2019
- Coppa del Kosovo: 2

Priština: 2007-2008
Feronikeli: 2018-2019
- Coppa di Finlandia: 1

TPS: 2010